# Orosievo, Bereg
Orosievo (în ucraineană Оросієво, maghiară Sárosoroszi) este o comună în raionul Bereg, regiunea Transcarpatia, Ucraina, formată numai din satul de reședință.

## Demografie
Componența lingvistică a comunei Orosievo
     Maghiară (95,08%)
     Ucraineană (4,47%)
     Alte limbi (0,45%)
Conform recensământului din 2001, majoritatea populației comunei Orosievo era vorbitoare de maghiară (95,08%), existând în minoritate și vorbitori de ucraineană (4,47%).